# Notropis spectrunculus
 Notropis spectrunculus és una espècie de peix cipriniforme de la família dels ciprínids.

## Morfologia
Els mascles poden assolir els 7,9 cm de longitud total.

## Distribució geogràfica
Es troba a Nord-amèrica: Virgínia, Carolina del Nord, Tennessee i Geòrgia (Estats Units).